# Tjeckiens damlandslag i handboll
Tjeckiens damlandslag i handboll representerar Tjeckien i handboll på damsidan.
Laget deltog i världsmästerskapet 1995, 1997, 1999, 2003, 2013, 2017, 2021 och 2023.

### Fotnoter
1. ↑  ”Previous Women's World Champions. Indoor/en salle/Halle – 1995 — AUT / HUN. 5.-17.12-1995”. International Handball Federation. http://www.ihf.info/upload/PDF-Download/WomenWorldCh/aus95.pdf. Läst 18 december 2010.
2. ↑  ”Previous Women's World Champions. Indoor/en salle/Halle – 1997 — GER. 30.11-14.12-1997”. International Handball Federation. http://www.ihf.info/upload/PDF-Download/WomenWorldCh/ger97.pdf. Läst 18 december 2010.